# Fariz RM
Fariz Rustam Munaf, bättre känd under artistnamnet Fariz RM, född 5 januari 1959 i Jakarta i Indonesien, är en indonesisk musiker och sångare.

## Liv och karriär
Fariz är den yngste av tre söner till Rustam Munaf och Anna Rinenberg. Hans mor var pianolärare. Han började spela musikinstrument som femåring. År 1979, vid tjugo års ålder, släppte Fariz sitt första album, Selangkah ke Seberang (Ett steg över). En år senare kom hans mest kända album, Sakura (Körsbärsblomma). I slutet av 2009 rankade tidningen Rolling Stone Indonesia albumet på plats 17 i sin lista över de "150 bästa indonesiska albumen genom tiderna".
Han har haft framgångar både som soloartist och som medlem i grupperna WOW, Jakarta Rhythm Section, Symphony, Transs, Rollies, och Giant Steps. Fariz är inspirerade av The Beatles, Pink Floyd, The Police, Marvin Gaye, och Claude Debussy.

## Diskografi

### Studioalbum
- 1979 - Selangkah ke Seberang
- 1980 - Sakura
- 1981 - Panggung Perak
- 1982 - Peristiwa 77-81
- 1983 - Fariz & Mustaka
- 1984 - Peristiwa 81-84
- 1985 - Musik Rasta
- 1987 - Do Not Erase
- 1988 - Living in the Western World
- 1989 - Hitz!
- 1989 - Fashionova
- 1990 - Cover Ten
- 1992 - Balada
- 1993 - Romantic
- 1996 - Dongeng Negeri Cinta
- 1997 - Super Medley
- 1998 - Kronologi
- 2001 - Dua Dekade
- 2002 - Mix!
- 2006 - Curse on Cozmic Avenue
- 2012 - Fenomena

### Samlingsalbum
- 2001 - Dua Dekade
- 2012 - The Essential Fariz RM